# Be the One (singel Ann Winsborn)
Be the One – piosenka pop stworzona na pierwszy studyjny album szwedzkiej wokalistki Ann Winsborn. Piosenka została wydana jako drugi singel promujący album.

## Lista utworów
1. „Be the One (Shortcut)”
2. „Be the One (Extended)”
3. „Everything I Do (Extended)”